# Хунфрид I
Хунфрид I (Hunfrid; † сл. 835) е маркграф от алеманската благородническа фамилия Бурхардинги, която през 9 век се нарича на него Хунфридинги.

## Биография
Той е херцог на Фриули от 799 до ок. 804 г. През 807 г. Карл Велики му дава управлението на Марка Истрия и графство Реция (в Швабия), които управлява до 835 г.
Той се жени за Хита. Неговите деца разделят владението – граф Хунфрид II († сл. 846) управлява в Истрия (от 836), а Адалберт I († 8 януари 946) – e граф в Реция и Тургау (от 836).